# 吳福同
吳福同（？年—？年），字次陶，河南省固始縣人，監生，善琴，喜談命。，歷任巴塘糧務委員。光緒二十四年（1898年）署四川省順慶府鄰水縣知縣。二十八年二月補天全州知州，三十一年革職。